# Juanpi Añor
Juan Pablo Añor Acosta, dit Juanpi Añor, né le 24 janvier 1994 à Caracas au Venezuela, est un footballeur international vénézuélien, qui évolue au poste de milieu offensif. Il est le frère cadet de Bernardo Añor.

## Biographie

### Carrière en club
Natif de Caracas, Juanpi arrive en Espagne à l'âge de 15 ans, rejoint le centre de formation du Málaga CF qui évolue en Liga BBVA.
Intégré à l'équipe réserve pour la saison 2013-14, évoluant en Tercera División. Il trouve une place de titulaire et marque 11 buts en 36 matchs. À la fin de la saison, il est promu en équipe première.
Juanpi fait ses débuts en équipe première lors d'un match de Liga, le 29 août 2014 contre Valence CF, il entre à la 75e minute de la rencontre, à la place de Luis Alberto (défaite 3-0). Il marque son premier but le 6 janvier 2015, lors d'un match de coupe d'Espagne contre Levante UD (victoire 2-0).
En janvier 2019, Juanpi est prêté au SD Huesca, alors lanterne de la Liga, jusqu'à la fin de la saison.

### Carrière internationale
Avec la sélection vénézuélienne des moins de 20 ans, il participe au championnat des moins de 20 ans de la CONMEBOL 2013, organisé en Argentine. Lors de la compétition, il inscrit un but contre l'Uruguay.
Juanpi Añor compte douze sélections avec l'équipe du Venezuela depuis l'année 2014. 
Il est convoqué pour la première fois en équipe du Venezuela par le sélectionneur national Noel Sanvicente, pour un match amical contre le Chili le 14 novembre 2014. Il entre à la 58e minute de la rencontre, à la place de Frank Feltscher (défaite 5-0).

## Statistiques
| Saison                | Club                  | Championnat           | Championnat | Championnat | Coupe(s) nationale(s) | Coupe(s) nationale(s) | Venezuela | Venezuela | Total | Total |
| Saison                | Club                  | Division              | M.          | B.          | M.                    | B.                    | M.        | B.        | M.    | B.    |
| 2014-2015             | Málaga CF             | Liga BBVA             | 5           | 0           | 5                     | 1                     | 1         | 0         | 11    | 1     |
| 2015-2016             | Málaga CF             | Liga BBVA             | 29          | 4           | 1                     | 0                     | 6         | 0         | 36    | 4     |
| 2016-2017             | Málaga CF             | LaLiga 1              | 22          | 2           | 2                     | 0                     | 4         | 1         | 28    | 3     |
| 2017-2018             | Málaga CF             | LaLiga 1              | 16          | 0           | 1                     | 0                     | 1         | 0         | 18    | 0     |
| 2018-2019             | Málaga CF             | LaLiga 2              | 15          | 1           | 1                     | 0                     | -         | -         | 16    | 1     |
| Total sur la carrière | Total sur la carrière | Total sur la carrière | 87          | 7           | 10                    | 1                     | 12        | 1         | 109   | 9     |